# Iznate
Iznate és un municipi d'Andalusia, a la província de Màlaga. Limita al N i S amb Vélez-Màlaga, a l'E amb Benamocarra, a l'O amb Macharaviaya i al NO amb Almáchar. Monàrquicament rep el nom de Marquesat d'Iznate.
Està en la ruta del Sol i de l'Alvocat a pesar que la seva principal producció ha estat i és la de raïm moscatell per a panses i vi. És travessat pel riu Iznate. A 47 km de Màlaga i a 12 km de Vélez-Màlaga.